# Гольдблюм, Энтони
Энтони Джон Голдблум (англ. Anthony Goldbloom; род. 21 июня 1983 года) — основатель и генеральный директор Kaggle, стартапа в Силиконовой долине, который использовал конкурсы по прогнозированию для решения задач NASA, Wikipedia. Ford и Deloitte. Kaggle улучшил современное состояние в целом ряде областей, включая картирование темной материи и исследования в области ВИЧ/СПИДа.
Kaggle привлекла значительное внимание СМИ с момента своего первого запуска в феврале 2010 года, особенно после того, как он получил $11,25 млн долларов США в рамках финансирования серии A от раунда, проведенного Khosla Ventures и Index Ventures. Гольдблюм был включён журналом Forbes в список «30 Under 30» в категории «Технологии», представлен Fast Company как часть «Кто следующий?» серия и Сидней Морнинг Геральд. Гольдблюм цитировался в газете « Нью-Йорк таймс», «Уолл-стрит джорнал», «Индепендент» и появился на «Научном шоу- катализаторе».

## Биография
Гольдблюм родился в Мельбурне, Австралия, и имеет диплом с отличием в области экономики и эконометрики в Мельбурнском университете . В старшей школе Гольдблюм представлял Австралию в парусном спорте, особенно участвуя в чемпионате мира 2001 года в Сиднее в классе 29er. Работал аналитиком в Australian Treasury. Кроме этого увлекается кайтсёрфингом, маунтинбайком, бадминтоном.
Опытный экономист, Гольдблюм начал свою карьеру в отделе экономического моделирования Министерства финансов Австралии, а затем работал в исследовательском отделе Резервного банка Австралии. Он задумал идею Kaggle, работая стажером в The Economist в Лондоне, где его попросили написать статью о новой области «больших данных». 8 марта 2017 года Google объявил, что они приобретают Kaggle. Гольдблюм теперь отчитывается в организации Google. 
Гольдблюм живет со своей женой в Сан-Франциско, штат Калифорния, где сейчас находится штаб-квартира Kaggle.